# Монтрей (округ)
Округ Монтрей (фр. Arrondissement de Montreuil) — округ у Франції, в департаменті Па-де-Кале. 2023 року округ об'єднував 164 муніципалітети, населення становило 111 064 особи.
Адміністративний центр (супрефектура) — Монтрей.

## Муніципалітети
Список муніципалітетів округу та їхні коди INSEE:
1. Авен (62062)
2. Авонданс (62066)
3. Азенкур (62069)
4. Алетт (62021)
5. Амбрикур (62026)
6. Амбрі (62293)
7. Аттен (62044)
8. Беаланкур(62090)
9. Безенгем (62127)
10. Бекур (62102)
11. Берк (62108)
12. Берньєль (62116)
13. Бессан (62123)
14. Бетен (62124)
15. Бімон (62134)
16. Бланжі-сюр-Тернуаз(62138)
17. Бленжель(62142)
18. Бомері-Сен-Мартен (62094)
19. Боренвіль (62100)
20. Бревільє (62175)
21. Брексан-Енок (62176)
22. Бриме (62177)
23. Буажан (62150)
24. Бубе-лез-Емон (62157)
25. Буен-Плюмуазон (62661)
26. Бурт (62168)
27. Бюїр-ле-Сек (62183)
28. Вабан (62866)
29. Ваї-Бокам (62870)
30. Вай (62868)
31. Вакер'єтт-Ерк'єр (62834)
32. Вамберкур (62871)
33. Вамен (62872)
34. Венклі (62862)
35. Вертон (62849)
36. Вершен (62843)
37. Вершок (62844)
38. В'єй-Еден (62850)
39. Відеем (62887)
40. Вієман(62890)
41. Вікенгем (62886)
42. Галамец(62365)
43. Гізі (62398)
44. Гіньї (62395)
45. Гриньї(62388)
46. Гроффльє (62390)
47. Гуї-Сент-Андре (62382)
48. Дур'єз (62275)
49. Еден (62447)
50. Езек (62453)
51. Екліме(62282)
52. Екс-ан-Ерньї (62017)
53. Екс-ан-Іссар (62018)
54. Екюїр (62289)
55. Ембер (62466)
56. Емон (62449)
57. Енкен-сюр-Байон (62296)
58. Енксан (62472)
59. Енкур(62470)
60. Ерлі (62437)
61. Ерньї (62302)
62. Ерон-Нотр-Дам (62015)
63. Ерон-Сен-Вааст (62016)
64. Естре (62312)
65. Естреель (62315)
66. Етапль (62318)
67. Зоте (62903)
68. Каврон-Сен-Мартен (62220)
69. Кам'є (62201)
70. Кампань-ле-Булонне (62202)
71. Кампань-лез-Еден (62204)
72. Кампіньєль-ле-Гранд (62206)
73. Кампіньєль-ле-Петіт (62207)
74. Канле (62209)
75. Капель-лез-Еден (62212)
76. Кілан (62682)
77. Кланле (62227)
78. Коллін-Бомон (62231)
79. Комон (62219)
80. Конт (62236)
81. Коншій-ле-Тампль (62233)
82. Кормон (62241)
83. Крекі (62257)
84. Крепі (62256)
85. Купель-В'єй (62247)
86. Купель-Нев (62246)
87. Кюк (62261)
88. Ла-Калоттрі (62196)
89. Ла-Лож (62521)
90. Ла-Маделен-су-Монтрей (62535)
91. Лабруа (62481)
92. Ле-Кенуа-ан-Артуа (62677)
93. Ле-Парк (62647)
94. Ле-Туке-Парі-Плаж (62826)
95. Леб'єз (62492)
96. Лепін (62499)
97. Леспінуа (62501)
98. Лефо (62496)
99. Лонвільє (62527)
100. Луазон-сюр-Крекуаз (62522)
101. Люжі (62533)
102. Маненгем (62545)
103. Манка (62565)
104. Маран (62547)
105. Маранла (62551)
106. Маревіль (62554)
107. Марескель-Екемікур (62552)
108. Марконн (62549)
109. Марконнель (62550)
110. Марль-сюр-Канш (62556)
111. Матренгем (62562)
112. Мезонсель(62541)
113. Ментене (62538)
114. Мерлімон (62571)
115. Монкаврель (62585)
116. Монтрей (62588)
117. Мур'єз (62596)
118. Нампон-Сен-Фірмен (62602)
119. Невіль-су-Монтрей (62610)
120. Нелетт(62605)
121. Нуаєль-ле-Юм'єр (62625)
122. Обен-Сен-Вааст (62046)
123. Оффен (62635)
124. Оші-ле-Еден(62050)
125. Паранті (62648)
126. Планк (62659)
127. Прер (62670)
128. Раденгем (62685)
129. Ран-дю-Фльє (62688)
130. Ре-сюр-Оті (62690)
131. Рек-сюр-Курс (62698)
132. Рембоваль (62710)
133. Реньовіль (62700)
134. Ролланкур(62719)
135. Руайон (62725)
136. Руссан (62723)
137. Рюїссовіль (62726)
138. Рюмії (62729)
139. Сампі (62787)
140. Санліс (62790)
141. Сен-Дене (62745)
142. Сен-Жорж (62749)
143. Сен-Жосс (62752)
144. Сен-ле-Фрессен (62738)
145. Сен-Мішель-су-Буа (62762)
146. Сен-Ремі-о-Буа (62768)
147. Сент-Обен (62742)
148. Сент-Остреберт (62743)
149. Сольшуа (62783)
150. Соррю (62799)
151. Тіньї-Нуаєль (62815)
152. Торсі (62823)
153. Тортфонтен (62824)
154. Трамекур (62828)
155. Тюберсан (62832)
156. Фійєвр (62335)
157. Франк (62354)
158. Френуа(62357)
159. Фрессен (62359)
160. Фрюж (62364)
161. Шер'єнн (62222)
162. Юберсан (62460)
163. Юбі-Сен-Ле (62461)
164. Юкельє (62463)